# エンアミダーゼ
エンアミダーゼ(Enamidase、EC 3.5.2.18)は、以下の化学反応を触媒する酵素である。
6-オキソ-1,4,5,6-テトラヒドロニコチン酸 + 水{\displaystyle \rightleftharpoons }2-ホルミルグルタル酸 + アンモニア
従って、この酵素の2つの基質は6-オキソ-1,4,5,6-テトラヒドロニコチン酸と水、2つの生成物は2-ホルミルグルタル酸とアンモニアである。
この酵素は加水分解酵素、特にペプチド結合以外のC-O結合、中でも環状アミドに作用するものに分類される。系統名は、6-オキソ-1,4,5,6-テトラヒドロニコチン酸 アミドヒドロラーゼである。